# Einsatzleitung

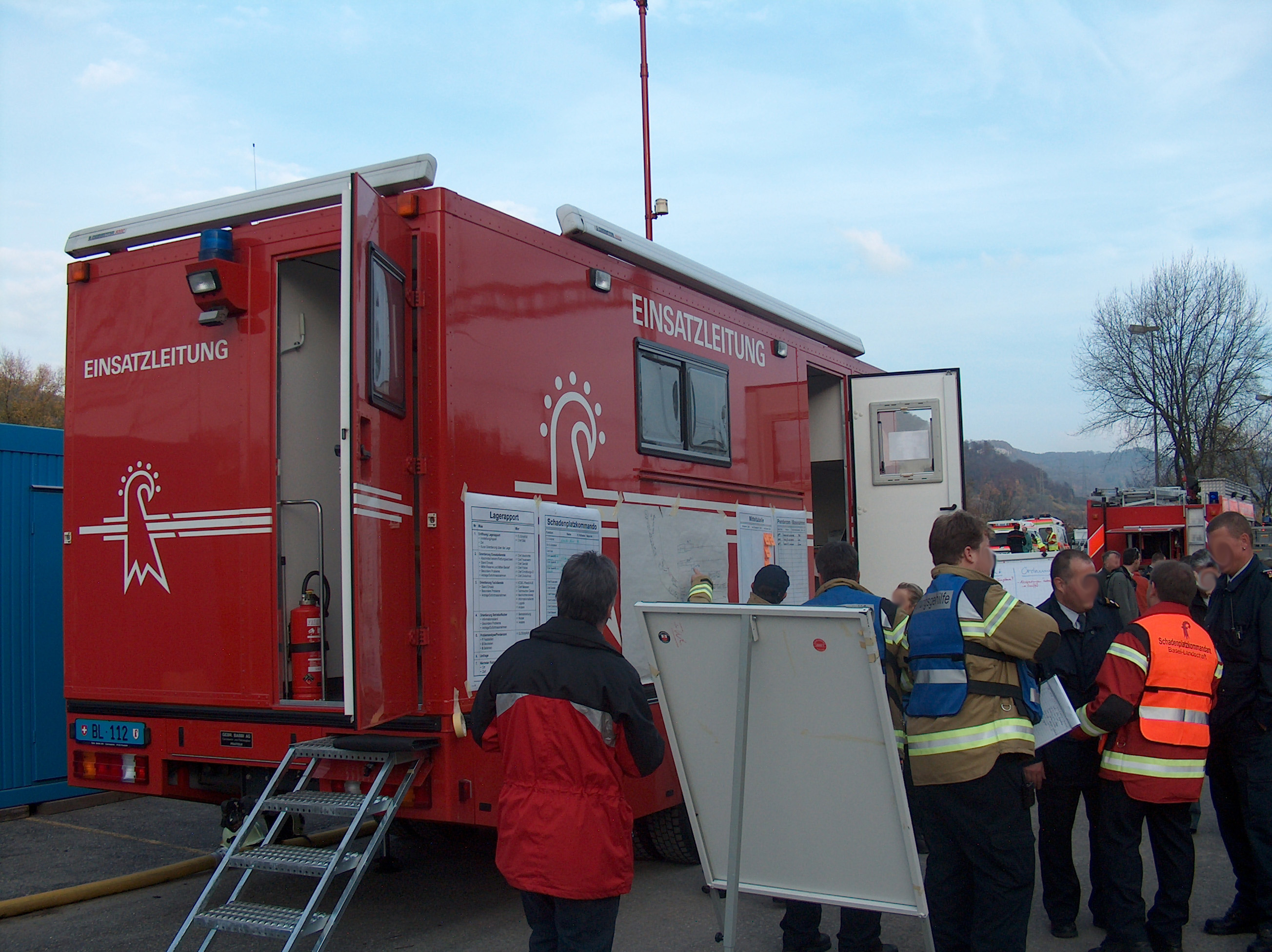
Einsatzleitwagen des Bevölkerungsschutzes Basel-Landschaft, anlässlich Einsatzbesprechung (rechts Schadenplatzkommandant, links davon Führungsgehilfen)

Die Einsatzleitung (EL) ist eine Einrichtung der Behörden und Organisationen mit Sicherheitsaufgaben. Sie wird aber auch von Unternehmen wie der Eisenbahn oder Energieversorgern bei Schadensereignissen gebildet, um eine zielgerichtete Führung und Koordination aller Kräfte zu ermöglichen. Sie besteht aus einem verantwortlichen Einsatzleiter und seiner Führungsunterstützung. Die Bildung, Zusammensetzung, Struktur der Einsatzleitung sowie deren rechtliche Befugnisse und Verantwortlichkeiten unterscheiden sich je nach Organisation und Verwaltungsträger. Einsatzleiter haben normalerweise eine besondere Kennzeichnungsweste oder auch besondere Helmkennzeichnungen, um schnell erkannt zu werden.
Einsatzleitungen sind in allen Ländern sehr ähnlich aufgebaut, richten sich jedoch nach den jeweils üblichen Strukturen. Um aber die Erklärungen detaillierter anzugeben, wird in diesem Artikel die Einsatzleitung, wie sie in Deutschland institutionalisiert ist, dargestellt.
Der Leiter eines größeren Polizeieinsatzes wird als Polizeiführer bezeichnet.

## Struktur
Die Größe und Besetzung der Einsatzleitung ist neben den gesetzlichen Vorgaben vor allem vom Schadensumfang und den Aufgaben im Einsatz abhängig. Im kleinsten Fall kann der Einsatzleiter auch alleine tätig werden. Bei alltäglichen Einsätzen zur Gefahrenabwehr wird der Einsatz je nach Größe der eingesetzten taktischen Einheiten von den jeweiligen Führungskräften geleitet. Bei einem typischen Einsatz in Zugstärke ist für die Unterstützung des Zugführers oft ein Zugtrupp, bestehend aus einem Zugtruppführer (zugleich stellvertretender Zugführer), einem Fahrer und einem Sprechfunker, vorgesehen.
Bei flächendeckenden Großereignissen kann die Einsatzleitung eine Vielzahl an Personen mit (Teil-)Führungsaufgaben und Unterstützungskräften umfassen, zum Teil direkt vor Ort (zum Beispiel in Form einer Führungsgruppe oder einer Unterstützungsgruppe Technische Einsatzleitung) oder abgesetzt in rückwärtigen Führungsstäben. Bei Beteiligung mehrerer Fachdienste und zunehmendem Koordinierungsbedarf wird, je nach gesetzlicher Lage, ein übergeordneter verantwortlicher Einsatzleiter bestellt. Dies kann einer der bereits an der Einsatzstelle tätigen Führungskräfte oder eine weitere zusätzlich hinzugezogene Person sein.
Um fachlich fundierte Entscheidungen treffen zu können, bildet der Einsatzleiter bei Großeinsätzen eine örtliche Führungseinheit, der Führungskräfte der eingesetzten Fachdienste und Organisationen (beispielsweise „Fachberater“, Verbindungsperson THW, Verbindungsperson Polizei etc.) sowie gegebenenfalls externe Fachkundige angehören. Zu letzteren zählen Angehörige anderer öffentlicher Stellen wie zum Beispiel des Bauamts, Gesundheitsamts oder der Stadtwerke, technische Spezialisten (Chemiker, Statiker, Ingenieure etc.) oder Vertreter eines Betriebes, der vom Schadensfall betroffen ist (beispielsweise Beauftragte eines Energieversorgungsunternehmens).
Der Einsatzleitung sind die Einsatzkräfte aller zur Einsatzbewältigung handelnder Einheiten mitsamt ihrer jeweils eigenen Führungsstruktur unterstellt. Die Gesamtstruktur ist regelmäßig hierarchisch. Bei größeren Einsätzen können zwischen den einzelnen Führungskräften der (Teil-)Einheiten und der Gesamteinsatzleitung eine oder mehrere Zwischenstufen eingerichtet werden. Diese werden als Einsatzabschnitte bezeichnet und werden von einem Einsatzabschnittsleiter (EAL) geführt. Die Einsatzabschnitte können dabei sowohl anhand geographischer Gesichtspunkte (z. B. Einsatzabschnitt Nord, Einsatzabschnitt Süd usw.) oder aber aufgrund ihres Aufgabenprofils (z. B. Einsatzabschnitt Brandbekämpfung, Einsatzabschnitt Patientenbehandlung) gebildet werden.

## Aufgaben und Befugnisse

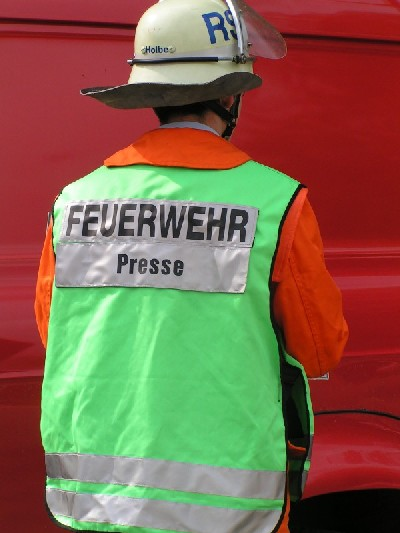
Pressesprecher einer Einsatzleitung

Zu den Aufgaben der Einsatzleitung gehören neben der taktischen Führung aller unterstellten Einsatzkräfte die Errichtung und die Kennzeichnung der eigenen Einsatzführungsstelle, die Absperrung des Einsatzgebietes, der Aufbau der Nachrichtenverbindungen, die Einrichtung eines Anlaufpunktes für alle Einsatzkräfte (Meldekopf), die Lagedarstellung, die Führung der Einsatzdokumentation (z. B. Einsatztagebuch), die Anforderung und Versorgung von Einsatzkräften sowie die Einteilung des Einsatzgebietes nach taktischen Gesichtspunkten („Ordnung des Raumes“) durch die Schaffung von Einsatzabschnitten. Die Einsatzleitung veranlasst auch das Abschalten des elektrischen Stroms oder der Gaszufuhr bei den dafür zuständigen Unternehmen. Außerdem setzt sie Meldungen an die Leitstelle bzw. vorgesetzte Führungsstellen ab und sorgt für die Warnung der Bevölkerung (bei Austritt von Gefahrstoffen oder Verkehrsbehinderungen). Auch die Öffentlichkeitsarbeit hat für einen Einsatz Bedeutung, wobei nicht nur die reine Information der Bevölkerung im Vordergrund steht, sondern damit verbunden auch die Bitte um Hilfen, Übermittlung von Warnungen und Hinweisen sowie die Darstellung der eigenen Leistungsfähigkeit. Die Einsatzleitung sorgt in diesem Sinne für eine abgestimmte Medienbetreuung durch eigene Pressesprecher.
Zur Erfüllung dieser Aufgaben werden der Einsatzleitung weitreichende Befehlsbefugnisse (Weisungsrechte) gegenüber den eingesetzten Einheiten eingeräumt. Dem Einsatzleiter können aufgrund gesetzlicher Bestimmungen auch Befugnisse gegenüber Dritten übertragen sein, z. B.:
- das Heranziehen von Personen und Hilfsmitteln zur Hilfeleistung,
- das Betreten und Räumen von Grundstücken, baulichen Anlagen und Schiffen,
- das Durchführen von Absperrmaßnahmen,
- die Erteilung von Platzverweisen gegenüber Störern,
- das Festhalten eigengefährdeter Personen,
- das zeitbefristete Stilllegen von Produktionsanlagen.

Ein Einsatzleiter sollte folglich verschiedene Kompetenzen mitbringen, unter anderem:
- Entscheidungsfreude,
- Delegationsbereitschaft,
- Fachkenntnis,
- Kompetenz in der Personalführung und -motivation,
- Stressresistenz,
- Wissen über die verfügbaren Möglichkeiten.

## Einrichtungen

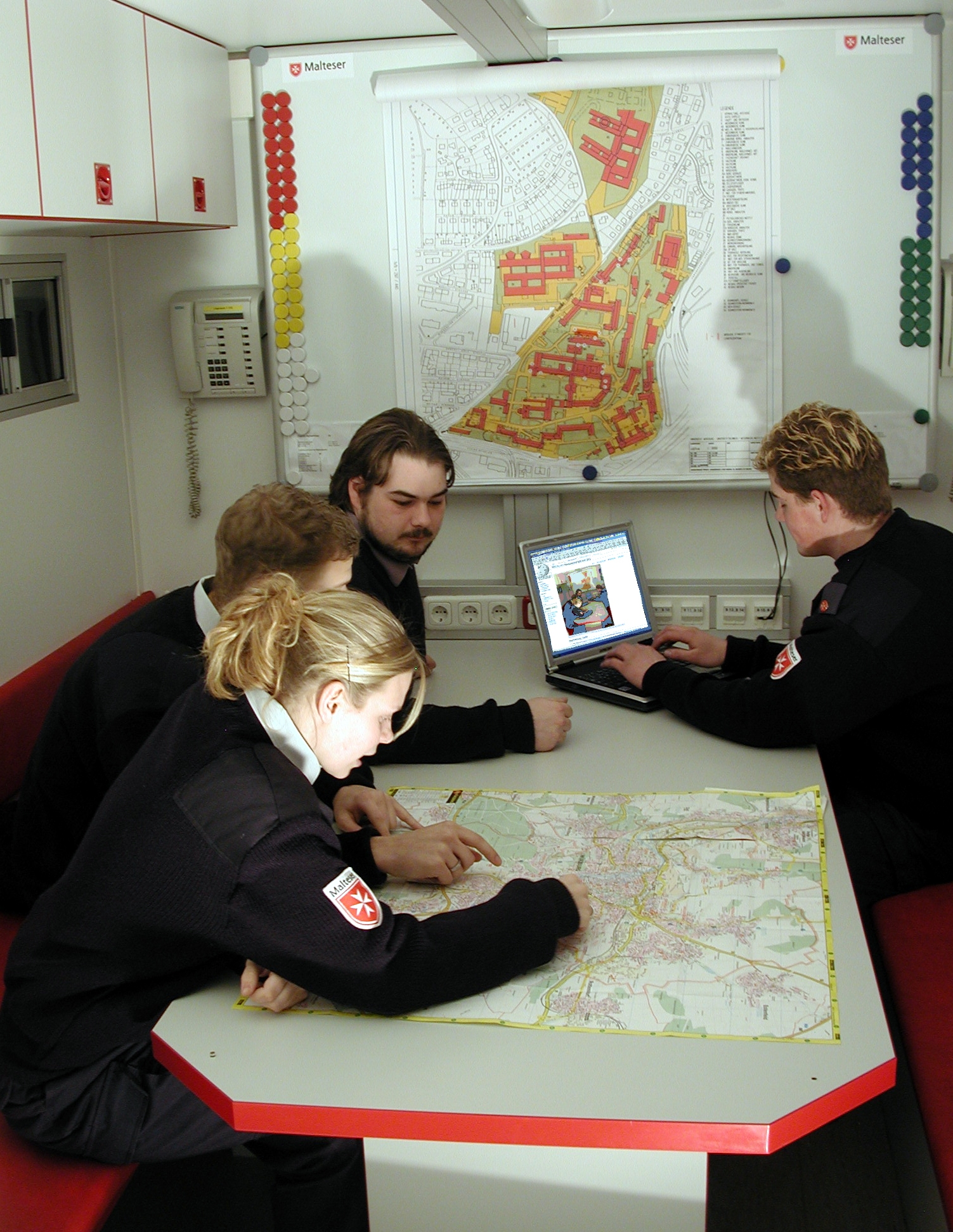
Besprechungsraum eines Einsatzleitwagens

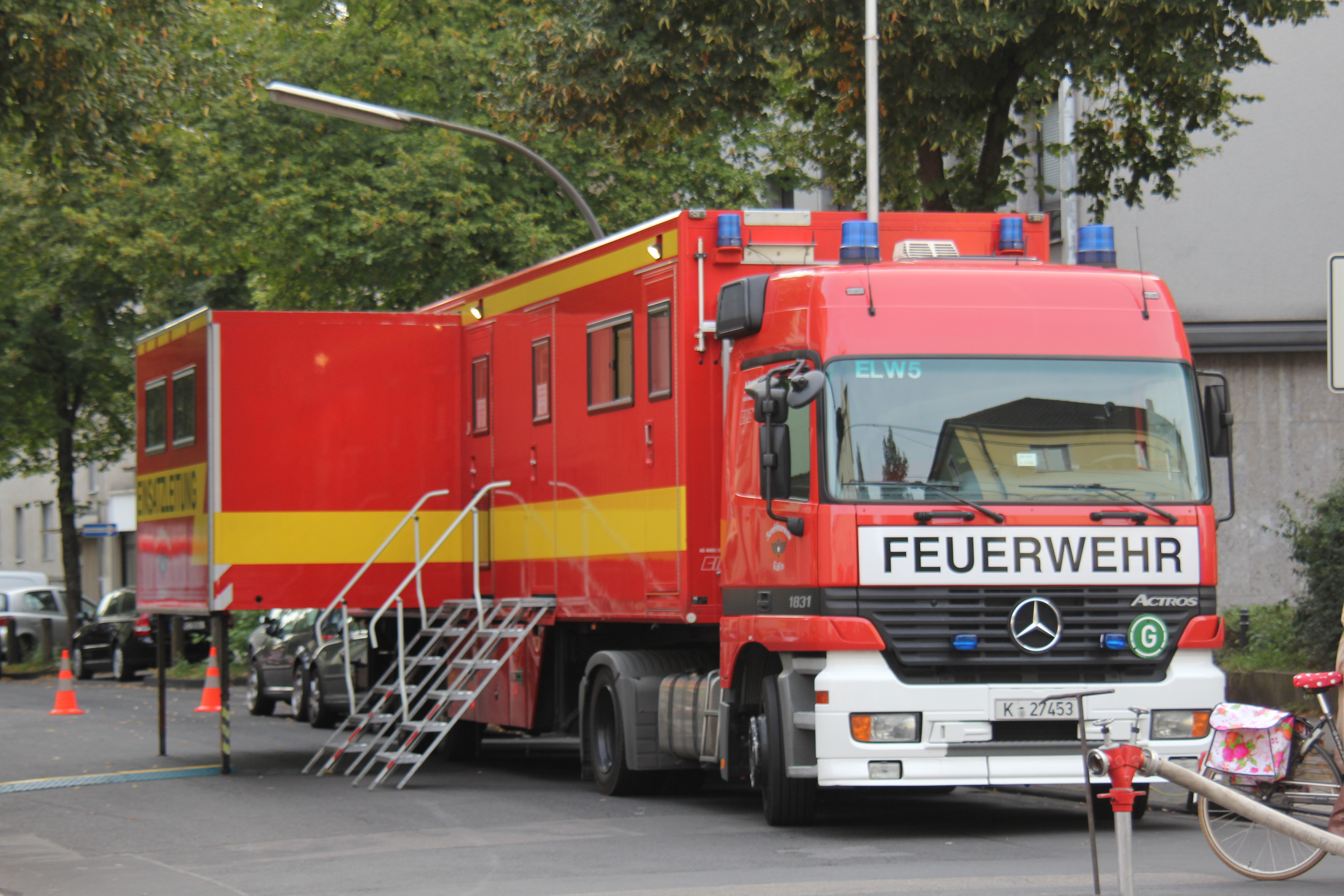
Einsatzleitwagen der Feuerwehr Köln mit ausgefahrenem Slide-Out.

Bei Einsatzleitungen kann es sich um vorbereitete stationäre oder mobile Einrichtungen, die vor Ort eingesetzt werden, handeln.
Bei kleinen Einsatzleitungen wird vorrangig ein Einsatzleitwagen verwendet, bei größeren sind oft mehrere Räume in mobilen Unterkünften (Zelte bzw. Container) oder in festen Gebäuden (bis hin zu vorbereiteten Stabsräumen) notwendig. Die Raumverteilung bei größeren Einsatzleitungen gliedert sich typischerweise in einen Stabsraum als gemeinsamen Arbeitsplatz für die Sachgebietsleiter und Unterstützungskräfte, einen Arbeitsraum für Fachberater, einen Fernmelderaum sowie Sozialräume und Besprechungszimmer.

## Vorauserkundung
Das Emergency Response Team (auch: Incident response team) einer Organisation oder einer Behörde kann noch vor Eintreffen der eigentlichen Hilfskräfte eingesetzt werden, um den Umfang und die Einsatzorte der Hilfskräfte zu erkunden und in Zusammenarbeit mit bereits aktiven Helfern vorzubereiten. Dies trifft regelmäßig vor international zu koordinierenden Hilfseinsätzen zu. Diese Teams setzen sich neben Fachkräften entsprechend der Notlage vor allem aus Logistikern zusammen, die abschätzen können, wie weit die vorhandene Infrastruktur, zum Beispiel eines Flughafens, noch genutzt werden kann.

## Situation in Deutschland
Wer konkret die Einsatzleitung am Schadensort innehat und welche Rechte damit verbunden sind, ist in Deutschland örtlich unterschiedlich geregelt und vom Bundesland abhängig. Es existiert allerdings ein Entwurf der ehemaligen Ständigen Konferenz für Katastrophenvorsorge und Bevölkerungsschutz für eine Dienstvorschrift „Führung und Leitung im Einsatz (DV 100)“. Sie definiert eine allgemein anerkannte Regelung des Aufbaus und der Abläufe in einer Einsatzleitung sowie der Aufgaben und Vorgehensweisen des Einsatzleiters. Dieser Entwurf ist in vielen Einsatzorganisationen durch eine eigene Vorschrift umgesetzt (z. B. als Feuerwehr-Dienstvorschrift 100). Wie oben angedeutet, wird der Einsatz bei alltäglichen Einsätzen zur Gefahrenabwehr je nach Größe der eingesetzten taktischen Einheiten von den jeweiligen Führungskräften (als Beispiel der deutschen Behörden und Organisationen mit Sicherheitsaufgaben: Transportführer im Rettungsdienst, Gruppenführer, Zugführer oder Verbandsführer) geleitet. Zunächst einmal ist die höchste Führungskraft der jeweiligen Behörde oder Organisation Einsatz- oder Abschnittsleiter auf diesem Gebiet. In vielen Bundesländern ist der Einsatzleiter der Feuerwehr grundsätzlich auch der Gesamteinsatzleiter, häufig als Technischer Einsatzleiter (TEL) bezeichnet. Er ist dann fachdienst- und organisationsübergreifend zuständig. Je nach Sach- und Rechtslage kann auch eine Führungskraft der Polizei das Kommando übernehmen.

### Einsatzleitung bei den Feuerwehren
Die Gliederung und die personelle Besetzung der Einsatzleitung ergeben sich aus der Entwicklung des Schadens- beziehungsweise Aufgabenumfanges. Grundsätzlich werden hierbei gemäß FwDV 100 vier Führungsstufen unterschieden:
- Führungsstufe A: „Führen ohne Führungseinheit“: taktische Einheiten bis zur Stärke von zwei Gruppen; Führungseinrichtung (z. B. Leitstelle)
- Führungsstufe B: „Führen mit örtlichen Führungseinheiten“: Zug oder Verband an einer Einsatzstelle; Führungstrupp oder Führungsstaffel; Führungseinrichtung (z. B. Leitstelle)
- Führungsstufe C: „Führen mit einer Führungsgruppe“: Verband an einer Einsatzstelle; Führungsgruppe; Führungseinrichtung (z. B. Leitstelle)
- Führungsstufe D: „Führen mit einer Führungsgruppe bzw. mit einem Führungsstab“: mehrere Verbände an einer Einsatzstelle oder an mehreren Einsatzstellen im Schadengebiet; Führungsgruppe bzw. Führungsstab des Landkreises, der kreisfreien Stadt bzw. des Stadtkreises; Führungseinrichtung des Aufgabenträgers der überörtlichen Gefahrenabwehr (z. B. Leitstelle oder Informations- und Kommunikationszentrale)

Wer im Einzelfall die Einsatzleitung vor Ort übernimmt ist abhängig von den Brandschutz- oder Feuerwehrgesetzen der Länder sowie von der Organisation der örtlichen Feuerwehr. So bestimmt beispielsweise das Feuerwehrgesetz von Baden-Württemberg, dass grundsätzlich der Feuerwehrkommandant des Einsatzortes Technischer Einsatzleiter ist. Bei Berufsfeuerwehren sind in der Regel spezielle Führungsdienste eingerichtet, die je nach Lage und Anzahl der eingesetzten Einheiten die Einsatzleitung übernehmen. Die Gliederung und Zuständigkeit dieser Führungsdienste kann sich wiederum zwischen verschiedenen Berufsfeuerwehren stark unterscheiden. Ein weit verbreitetes Modell ist jedoch das C-Dienst-Konzept, welches drei Führungsdienste unterscheidet, die als A-, B- und C-Dienst bezeichnet werden (nicht zu verwechseln mit den Führungsstufen nach FwDV 100):
- D-Dienst: Gruppenführer, Einsatzleiter an Einsatzstelle an welcher zwei oder drei Fahrzeuge, aber kein Zug, sind (Nur bei der Berufsfeuerwehr Frankfurt am Main)[5]
- C-Dienst: Zugführer, Einsatzleiter an Einsatzstellen, an denen ein Löschzug zum Einsatz kommt
- B-Dienst: Verbandsführer, Einsatzleiter bei Einsätzen mit mindestens zwei Löschzügen oder bei besonderen Lagen
- A-Dienst: oberste Führungsebene, Einsatzleiter bei größeren Lagen

Teilweise ist auch eine Aufteilung in Inspektionsdienst (I-Dienst = B-Dienst) und Direktionsdienst (D-Dienst = A-Dienst) üblich, beispielsweise bei den Berufsfeuerwehren Nürnberg und München, oder in Leitungsdienst und Direktionsdienst (Berufsfeuerwehr Stuttgart). In kleineren Städten wird aber auch oft der Begriff Einsatzleitdienst (EL-Dienst) verwendet für den B-Dienst. Beispielsweise bei der Feuerwehr Wismar und der Feuerwehr Neubrandenburg. Arbeiten Einsatzkräfte der Berufsfeuerwehr und der Freiwilligen Feuerwehr an einer Einsatzstelle zusammen, sind meist die Kräfte der Freiwilligen Feuerwehr ebenfalls dem Einsatzleiter der Berufsfeuerwehr unterstellt.

#### Einsatzleitung unter Beteiligung von Werkfeuerwehren
Bei gemeinsamen Einsätzen einer öffentlichen Feuerwehr und einer Werkfeuerwehr sind zwei verschiedene Szenarien möglich:
1. Einsätze außerhalb des Werkgeländes mit Unterstützung einer Werkfeuerwehr:
Hier ist die Werkfeuerwehr nur eine Unterstützungseinheit und untersteht dem Einsatzleiter der öffentlichen Feuerwehr. Zu solch einer Unterstützung kann es insbesondere bei Gefahrgutunfällen kommen, da Werkfeuerwehren je nach Werk über Spezialausrüstung verfügen können, die bei Berufs- oder Freiwilligen Feuerwehr nicht vorgehalten werden.
2. Einsätze auf dem Werkgelände:
In manchen Bundesländern gibt es eine Regelung per Rechtsvorschrift, wer in diesem Fall die Einsatzleitung übernimmt. (vgl. z. B. § 28 Abs. 1 Feuerwehrgesetz Baden-Württemberg) In anderen Bundesländern gibt es keine entsprechenden gesetzlichen Regelungen. Hier wird entweder beim Einsatz selbst entschieden wer die Einsatzleitung hat oder die Gemeinde, auf deren Gebiet das Werk liegt, trifft eine Absprache im Rahmen der einsatzvorbereitenden Maßnahmen.

Unabhängig vom Vorhandensein einer gesetzlichen Regelung für die Einsatzleitung bei gemeinsamen Einsätzen einer Berufs- oder Freiwilligen Feuerwehr und einer Werkfeuerwehr gibt es für die Führungsorganisation an der Einsatzstelle grundsätzlich drei Möglichkeiten:
- Einsatzleiter der Berufs- oder Freiwilligen Feuerwehr ist der Gesamteinsatzleiter
- Einsatzleiter der Werkfeuerwehr ist der Gesamteinsatzleiter
- Beide Einsatzleiter bilden eine Gesamteinsatzleitung

In der Praxis empfiehlt sich in der Regel eine gemeinsame Einsatzleitung, da so die Erfahrung des Einsatzleiters der Berufs- oder Freiwilligen Feuerwehr mit den Spezialkenntnissen des Einsatzleiters der Werkfeuerwehr kombiniert werden können.

### Einsatzleitung des Rettungsdienstes

#### Organisatorischer Leiter Rettungsdienst und Leitender Notarzt
Kommen bei einem Einsatz eine Vielzahl von Rettungsmitteln zum Einsatz, ist in der Regel eine zentrale Koordination der medizinischen und einsatztaktischen Maßnahmen des Rettungsdienstes nötig. In diesem Fall übernehmen der Organisatorische Leiter Rettungsdienst (OrgL oder OLRD) und der Leitende Notarzt (LNA) die Leitung des rettungsdienstlichen Einsatzes. Der OrgL ist dabei für die taktische Beurteilung der Schadenslage aus medizinisch-organisatorischer Sicht und die Führung des unterstellten Rettungsdienstpersonals zuständig, wohingegen in den Aufgabenbereich des LNA hauptsächlich die Feststellung der Behandlungsschwerpunkte und der Behandlungs- und Transportprioritäten fallen. Teilweise sind OrgL und LNA auch für die Führung der Einsatzkräfte des Betreuungs- und Verpflegungsdienstes zuständig. Bis zum Eintreffen des OrgLs und LNAs stellt das ersteintreffende NEF den kommissarischen LNA (Notarzt) und den kommissarischen OrgL (Fahrer NEF).
Die Indikationen für eine Alarmierung des OrgL und des LNA sind in Dienstanweisungen oder Alarm- und Ausrückeordnungen festgelegt und können sich daher je nach örtlichen Gegebenheiten unterscheiden. Ebenfalls von den Richtlinien und Empfehlungen der einzelnen Bundesländer hängt ab, ob OrgL und LNA als Angehörige der Gesamteinsatzleitung tätig werden oder ob sie als Einsatzabschnittsleitung für den Bereich Rettungs- und Sanitätsdienst (mancherorts auch Medizinische Rettung oder Patientenbehandlung genannt) der Gesamteinsatzleitung unterstellt sind.

In Bayern werden OrgL und LNA unter dem Begriff Sanitätseinsatzleitung (SanEL) zusammengefasst. In der Regel wird die Sanitätseinsatzleitung durch eine spezielle Einheit, die Unterstützungsgruppe Sanitätseinsatzleitung (UG SanEL), unterstützt.

#### Einsatzleiter Rettungsdienst
Der Einsatzleiter Rettungsdienst (ELRD) ist eine lediglich in Bayern existierende Führungskraft des Rettungsdienstes. Der ELRD wird alarmiert, wenn ein Schadensereignis zu bewältigen ist, das eine über das gewöhnliche Einsatzgeschehen hinausgehende besondere Vorgehensweise des Rettungsdienstes oder eine Koordinierung mit Kräften des Sanitätsdienstes, nicht aber die Führung durch eine Sanitätseinsatzleitung, erforderlich macht. (vgl. § 14 AVBayRDG) Der ELRD ist gewissermaßen die Führungskraft für das Rettungs- und Sanitätsdienstpersonal bei Einsätzen, die zwar umfangreicher als ein alltäglicher Rettungsdiensteinsatz sind, jedoch noch deutlich unterhalb der Schwelle zum Großschadens- oder Katastrophenfalls liegen. Alarmierungskriterien für den ELRD im Einzelnen sind:
- Notfälle aller Art ab vermutlich drei Notfallpatienten bei unübersichtlichen Notfallsituationen
- Einsätze mit mehr als drei eingesetzten Rettungsmitteln
- Notfälle mit vermutlich drei bis neun Notfallpatienten
- Brände in Wohn- und Industriegebäuden, landwirtschaftlichen Anwesen, BMA-Alarm oder Bombenfund
- Unfälle mit kleineren Fluggeräten bis maximal vier Personen
- Wasserrettungseinsätze (auf Anforderung des Einsatzleiters Wasserrettung zur Koordination des Landrettungsdienstes)
- Waldunfälle im Forstbereich
- Einsätze mit besonderem Koordinierungsbedarf, ungewöhnlichem Verlauf oder unbestimmter Zeitdauer

Der ELRD koordiniert die Arbeit der eingesetzten Einheiten des Landrettungsdienstes und hält gegebenenfalls die Verbindung zu weiteren Einsatzleitern (z. B. Einsatzleiter Wasserrettung, Einsatzleiter Höhenrettung) bzw. zur örtlichen Leitstelle aufrecht.

### Einsatzleitung im Katastrophenfall / Örtliche Einsatzleitung

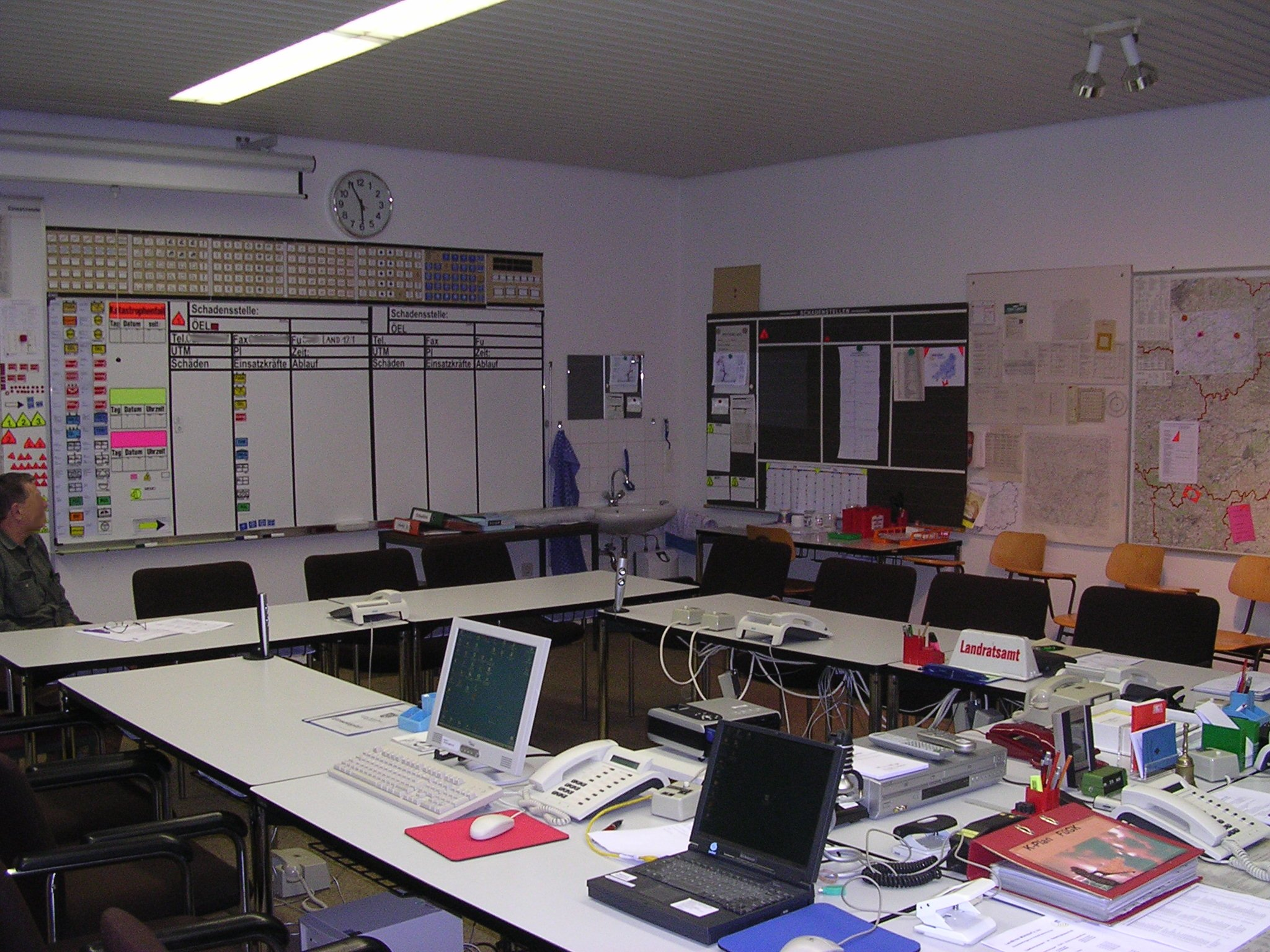
Vorbereiteter Stabsraum eines Landratsamtes

Im Katastrophenfall sowie bei anderen Großschadensereignissen greifen besondere gesetzliche Regelungen; die politisch verantwortliche Einsatzleitung hat dann meist der sogenannte Hauptverwaltungsbeamte (HVB), d. h. der Landrat oder Oberbürgermeister einer kreisfreien Stadt, inne. Kompetenzen können aber auch delegiert werden. Für die oberste behördliche Leitungsebene ist allgemein die Bezeichnung Stab des Hauptverwaltungsbeamten (Stab HVB), in Baden-Württemberg Verwaltungsstab und in Bayern Führungsgruppe Katastrophenschutz (FüGK) – unterstützt durch die Kommunikationsgruppe Führung (KomFü) – gebräuchlich.
Am Schadensort wird die Leitung durch die behördlich vorbenannte Einheit wahrgenommen. Diese Einheit führt im Katastrophenfall meist die Bezeichnung Technische Einsatzleitung (TEL), in Bayern wird diese Einheit als Örtliche Einsatzleitung (ÖEL) bezeichnet. Dem Leiter dieser Einheit wird eine taktische Einheit zur Führungsunterstützung zur Seite gestellt, im Fall eines ÖEL wird diese als Unterstützungsgruppe Örtliche Einsatzleitung (UG ÖEL) bezeichnet. Die Leitstellen verlieren hierbei ihre Aufgabe als rückwärtige Führungsstelle.
Eine Unterteilung eines großen Stabes in Sachgebiete unterstützt eine koordinierte Vorgehensweise durch definierte Aufgabenzuteilung. Diese Sachgebiete werden meist spiegelbildlich durch Verbindungsbeamte und -angestellte, die aus betroffenen Sachgebieten der regulären öffentlichen Verwaltung stammen, bedient. Folgende Sachgebiete sind in solchen Stäben heute typisch:
- S1: Personal / Innerer Dienst
- Technische Einsatzleitung Region HannoverS2: Lage
- S3: Einsatz
- S4: Versorgung
- S5: Presse und Medienarbeit
- S6: Information und Kommunikation

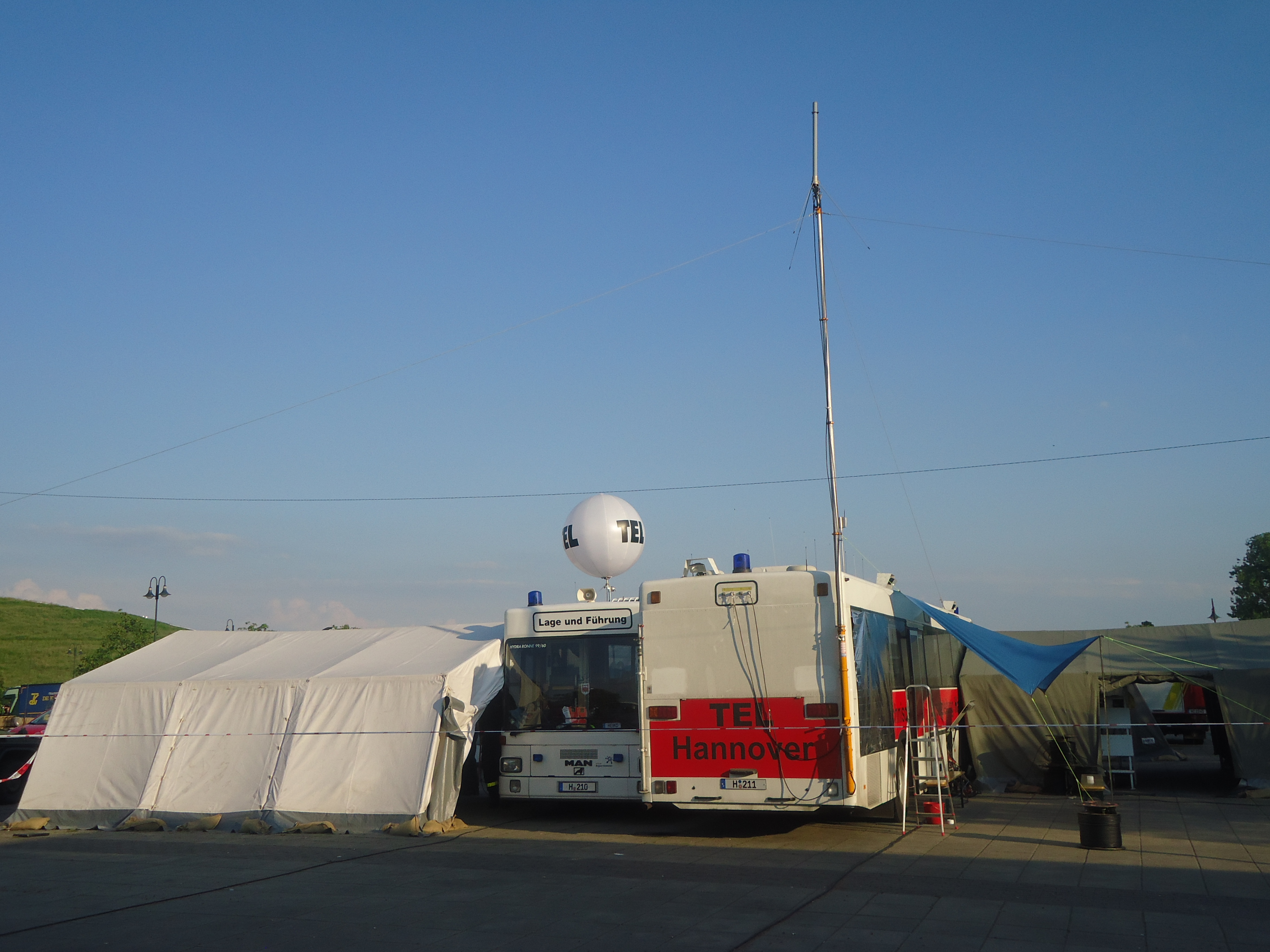
Technische Einsatzleitung Region Hannover

- S7: Psychosoziale Notfallversorgung (nicht in jedem Bundesland)

Außerdem können wiederum externe Fachberater hinzugezogen werden.

Der Begriff Technische Einsatzleitung (TEL) bezeichnet in manchen Bundesländern die Gesamtheit aus (Technischem) Einsatzleiter, den verschiedenen Stabsfunktionen und den zugeordneten Fachberatern, er ist jedoch nicht mehr einheitlich geregelt. In Bayern übernehmen unterhalb der politisch-administrativen Ebene (Kreisverwaltung) die Unterstützungsgruppen Örtliche Einsatzleitung (UG-ÖEL) diese Aufgaben. Im THW gibt es auf administrativ-organisatorischer Ebene außerdem Leitungs- und Koordinierungsstäbe (LuK-Stäbe).
Der Vorläufer der heutigen Rahmenempfehlung für die FwDV 100 und die Bildung von Führungsstäben mit der beschriebenen Sachgebietseinteilung geht auf den Katastropheneinsatz beim Brand in der Lüneburger Heide 1975 zurück. Damals traten erhebliche Mängel in der Koordination auf, die analysiert wurden, um zukünftig wirksamere Führungsstrukturen zu schaffen. Der Bund definierte für den Katastrophen- und Zivilschutz ebenfalls eine Technische Einsatzleitung nach StAN Nr. 101. Dieser oblag fachdienstübergreifend die technisch-taktische Führung der unterstellten Einheiten am Schadens- bzw. Einsatzort. Sie hatte eine Gesamtstärke von 6/0/4/10 und bestand aus einem FüKW (mit Besatzung 3/0/2/5, darunter der Leiter TEL, die beiden Sachgebietsleiter, ein Sprechfunker/Sanitätshelfer und ein Sprechfunker/Kraftfahrer), PKW (mit Besatzung 3/0/1/4, die Fachberater Brandschutz/GABC, Bergung/Instandsetzung, Sanität/Betreuung sowie den Kraftfahrer/Lagekartenzeichner umfassend) und einem Krad (0/0/1/1, d. h. Melder). Dieses Bundeskonzept gilt aber gemäß dem Gesetz zur Neuordnung des Zivilschutzes (ZSNeuOG) heute nicht mehr.

### Krankenhauseinsatzleitung
In Deutschland sind Krankenhäuser verpflichtet, zur Vorbereitung auf Katastrophen und sonstige größere Notfälle so genannte Krankenhausalarm- und -einsatzpläne (KAEP) zu erstellen. Diese Pläne sollen die vorbereitenden und abwehrenden Maßnahmen regeln, mit denen das Krankenhaus auf externe (z. B. Massenanfall von Verletzten, Ausbruch einer hochkontagiösen Infektionserkrankung, CBRN-Gefahrenlagen) und interne Gefahrenlagen (z. B. Brand im Krankenhaus, Auffinden verdächtiger Gegenstände, Ausfall von Strom-, Wasser- oder Gasversorgung) zu reagieren hat. In der Regel ist in den KAEP auch die Bildung einer besonderen Führungseinrichtung vorgesehen, die sich aus weisungsbefugten Mitarbeitern zusammensetzt und alle Maßnahmen innerhalb des Krankenhauses und die Zusammenarbeit mit den anderen zuständigen Stellen, insbesondere den Behörden und Organisationen mit Sicherheitsaufgaben, koordiniert. Diesem, im Allgemeinen als Krankenhauseinsatzleitung (KEL) bezeichneten Gremium, gehören sowohl Vertreter der Ärztlichen Leitung, der kaufmännischen Leitung, der Pflegedienstleitung und der technischen Leitung des Krankenhauses an. Teilweise ist in den Alarmplänen auch eine Gliederung der KEL entsprechend der oben beschriebenen Sachgebietseinteilung für Stäbe (S1 bis S6) üblich. Des Weiteren ist meist die Hinzuziehung von Klinik-internen Fachberatern (z. B. Brandschutzbeauftragter, Strahlenschutzbeauftragter) vorgesehen.

## Situation in Österreich

### Einsatzleitung bei Feuerwehren
Im Allgemeinen wird in Österreich bei einem Feuerwehreinsatz stets ein Einsatzleiter zusammen mit den übrigen Einsatzkräften zum Einsatzort entsendet. Dieser übernimmt die Einsatzleitung vor Ort, das heißt, er koordiniert die Kräfte an der Einsatzstelle und hält die Verbindung zu den Einsatzleitern anderer Einsatzorganisationen. Bei Einsätzen des Rettungsdienstes wird ein Einsatzleiter österreichweit nur bei Bedarf entsendet, so dass entweder der Leitstellendisponent bereits bei der Meldung des Einsatzes entscheidet, dass die Einsatzart und der -umfang einen Einsatzleiter vor Ort erforderlich machen, oder aber wenn die Einsatzkräfte vor Ort die Notwendigkeit einer örtlichen Einsatzleitung für nötig halten.
Strukturen, Aufbau und Befugnisse der Einsatzleiter der verschiedenen Organisationen variieren von Bundesland zu Bundesland und sind nicht einheitlich geregelt. Sowohl für Feuerwehr als auch Rettungsdienst gibt es aber Rahmenvorschriften seitens des Bundesfeuerwehrverbandes und des Roten Kreuzes, die als Richtlinien dienen und über Organisationsgrenzen hinweg weithin Anwendung finden.
Prinzipiell reiht sich die Verantwortung innerhalb des Feuerwehrwesens nach:
- Kommandant
- Kommandant-Stellvertreter
- weitere Reihung laut Einsatzleiterliste der örtlich zuständigen Feuerwehr.

Falls keine dieser Personen am Einsatzort anwesend ist, richtet es sich meist nach dem Dienstgraden. Auch das Dienstalter kann eine Rolle spielen. Auch wenn mehrere Feuerwehren im Einsatz sind, hat dieser Einsatzleiter, unabhängig ob es sich um einen Brandeinsatz oder um einen Technischen Einsatz handelt, die Gesamteinsatzleitung. Im Falle eines Einsatzes im Bereich eines Betriebes mit einer Betriebsfeuerwehr, so ist der Einsatzleiter von der Betriebsfeuerwehr.

### Besonderheiten im Rettungsdienst

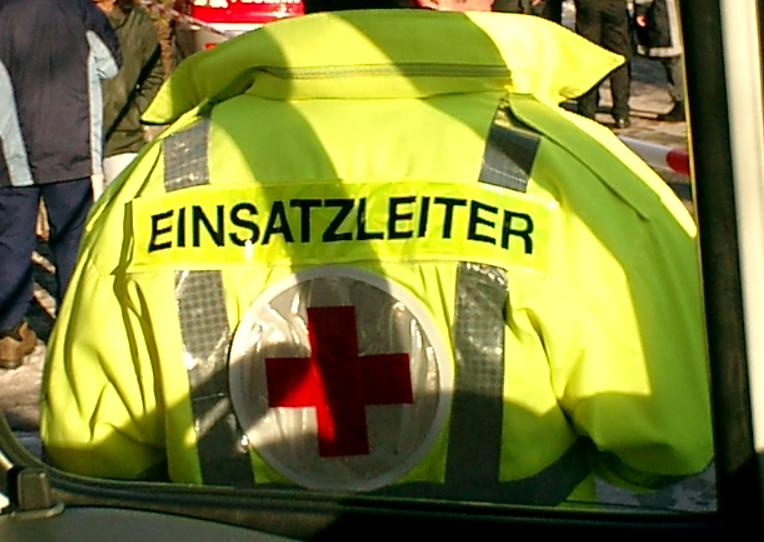
Einsatzleiter des ÖRK

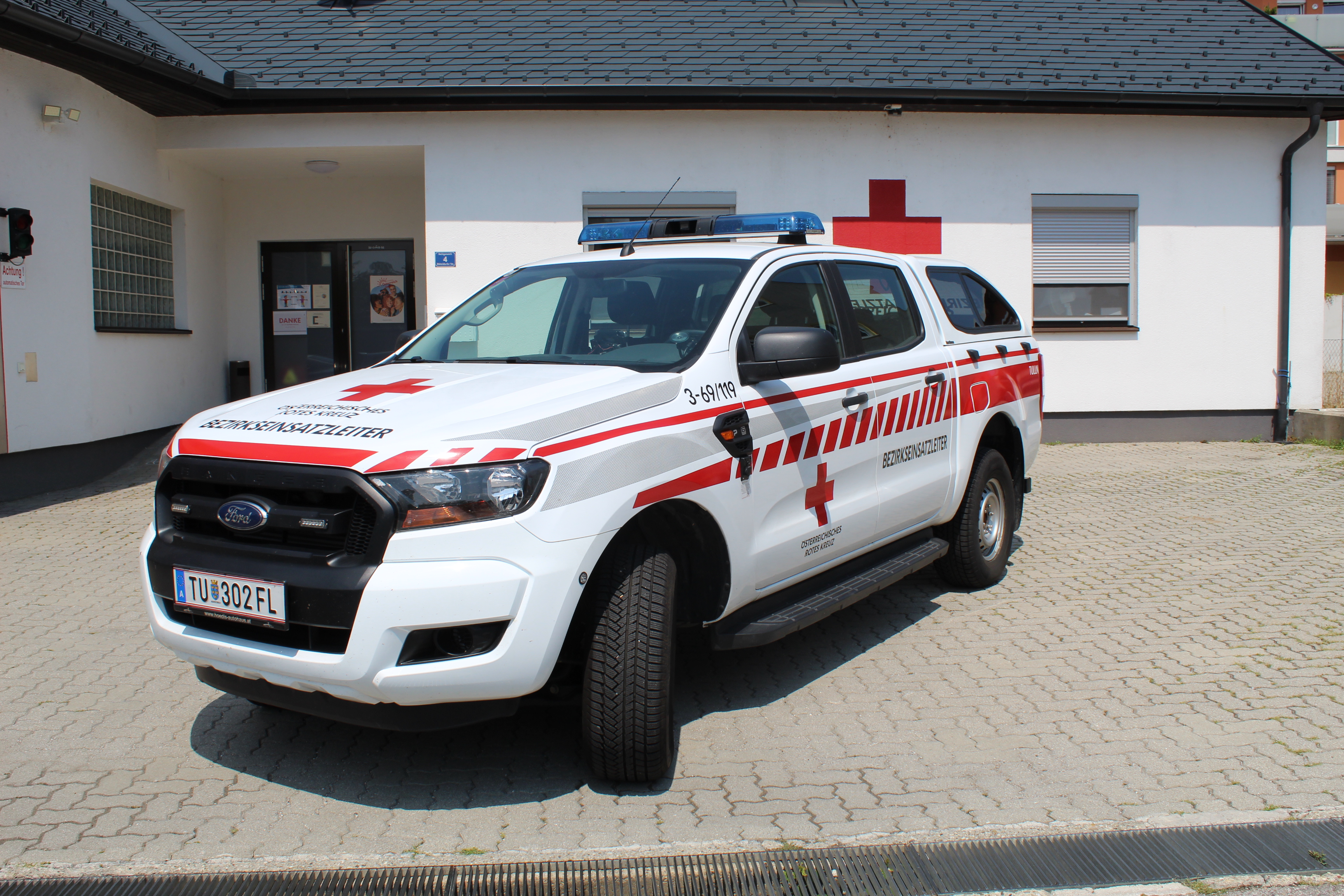
Der rettungsdienstliche Bezirkseinsatzleiter (kurz BEL) im Bezirk Tulln, Niederösterreich

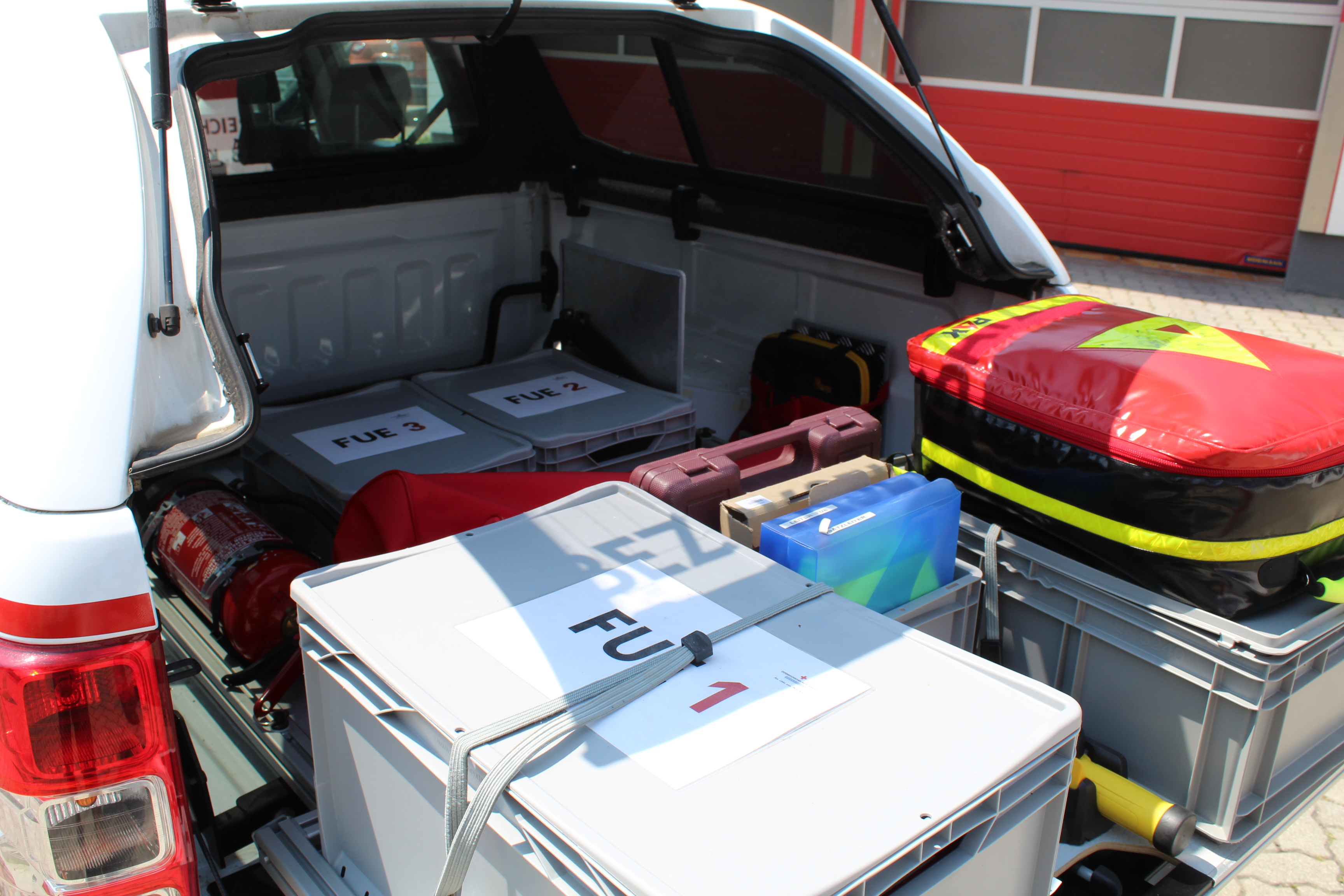
Die Innenausstattung des BELs

Anders als bei Feuerwehreinsätzen handelt es sich bei Einsätzen des Rettungsdienstes im Regelbetrieb um Ereignisse, bei denen nur eine oder wenige Personen betroffen sind. Ein Einsatzleiter wird deshalb nur zum Einsatzort entsendet, wenn von einer Vielzahl von Betroffen ausgegangen wird, wie zum Beispiel bei einem großen Verkehrsunfall, dem Brand eines Hauses und dergleichen. Je nach Region wird weiters ein Einsatzleiter disponiert, wenn mehrere BOS im Rahmen eines Einsatzes tätig werden, um die Kommunikation zwischen den verschiedenen Einsatzorganisationen und dem Rettungsdienst zu koordinieren.
Die Funktion des Einsatzleiters im Rettungsdienst ist in Österreich unterschiedlich geregelt: Die Grundlage für die Position des Einsatzleiters des Österreichischen Roten Kreuzes bilden die „Durchführungsbestimmungen für Großunfälle“, die von fast allen Rettungsorganisationen österreichweit zur Anwendung kommen. Die Einsatzleiter werden in speziellen Kursen (gestaffelt in unterschiedliche Qualifikationsstufen – auch „Offizierslehrgänge“ genannt) ausgebildet und tragen zur leichteren Erkennbarkeit ihrer Zusatzausbildung ihrem Qualifikationsgrad entsprechende Schulterschlaufen auf ihren Uniformen. Als größte Rettungsdienstorganisation setzt das Rote Kreuz in ganz Österreich in allen Rettungsbezirken rund um die Uhr sogenannte „Offiziere vom Dienst“ (OvD), auch „Dienstführende“ genannt, ein. Dies sind erfahrene Mitarbeiter die die Dienstaufsicht in einem Rettungsdienstbereich innehaben und gleichzeitig wenn erforderlich die Rolle des Einsatzleiters vor Ort übernehmen. Wenn in einem Bezirk mehrere Organisationen im Rettungsdienst tätig sind, so verfügt im Bedarfsfall meist jede Organisation über ihre eigene organisationsspezifische Einsatzleitung, teilweise werden Fahrzeuge und Mannschaften aber auch dem Einsatzleiter der größten Rettungsorganisation im Bereich unterstellt (in Wien der Berufsrettung Wien, in den anderen Bundesländern dem Roten Kreuz).
Der Einsatzleiter des Rettungsdienstes ist vor allem für die organisatorisch-logistischen Belange des Einsatzgeschehens zuständig, er koordiniert Fahrzeuge, Personal, Material, sowie Nachforderungen und Abtransporte von Patienten. Ihm sind alle anderen Leiterfunktionen („Leiter Triage“, „Leiter Sanitätshilfsstelle“, „Leiter Transport“ und dergleichen) unterstellt sowie direkt weisungsgebunden. Für medizinische Belange wird bei besonders großen Schadenslagen, bei denen mehrere (Not-)Ärzte im Einsatz sind, — wie auch in Deutschland — ein Leitender Notarzt eingesetzt. Dieser bildet gemeinsam mit dem Einsatzleiter des Rettungsdienstes die Einsatzleitung Sanitätsdienst. Das Ganze ist vergleichbar mit der deutschen Sanitätseinsatzleitung. Ähnliche Systeme werden teilweise auch von anderen Einsatzorganisationen, die Rettungsdienst in Österreich betreiben (wie zum Beispiel der Berufsrettung Wien oder dem Arbeiter-Samariterbund), verwendet.

### Gesamteinsatzleitung und (behördlicher) Führungsstab
Im Katastropheneinsatz wird die Einsatzleitung vom zuständigen Bürgermeister, Bezirkshauptmann oder Landeshauptmann übernommen. Das heißt aber nur, dass er die Weisungen von der Behörde bekommt. Die Umsetzung innerhalb der Feuerwehr obliegt wieder dem EL der Feuerwehr. Das Gleiche gilt auch für Einsätze im Bereich des Gewässerschutzes. Hier hat die Behördeneinsatzleitung jeweils die Bezirkshauptmannschaft oder der Magistrat.
Am Einsatzort bilden die Einsatzleiter aller Organisationen vor Ort die sogenannte Gesamteinsatzleitung. Sollte es sich um ein großes und/oder bezirksübergreifendes Ereignis handeln, so kann die Leitung dieser Gesamteinsatzleitung am Schadensort von einem Vertreter der zuständigen Behörde übernommen werden. Über den Einsatzleitungen der Feuerwehr oder des Rettungsdienstes, sowie einer möglichen Gesamteinsatzleitung am Ort des Geschehens wird je nach Größe des Schadensfalles ein Landesführungsstab, Bezirksführungsstab oder Gemeindeführungsstab errichtet, in dem dann die einzelnen Organisationen ebenfalls mit Verbindungsoffizieren vertreten sind. Dieser eingerichtete Führungsstab wird im Einsatzfall vom zuständigen Landeshauptmann, Bezirkshauptmann oder Bürgermeister geleitet.
Die Stabsfunktionen sind ähnlich wie die für Deutschland oben angeführten eingerichtet. In den letzten Jahren wird auch teilweise ein S7 für Ganzheitliche Betreuung eingesetzt, vor allem beim Roten Kreuz. Dieser hat beispielsweise auch die Krisenintervention vom eingesetzten Personal wie den Peers für Einsatzkräfte, aber auch für die Opfer zu bewerkstelligen.